# Tegucigalpa
Tegucigalpa is een stad in Honduras. Samen met de voormalige stad Comayagüela vormt het sinds 1937 de hoofdstad van het land, Distrito Central. Met 1.187.363 inwoners (2011) is het de grootste stad in het land, gelegen op een hoogte van bijna 1000 meter. De stad ligt in een middelgebergte en wordt omringd door naaldbossen. De stad kent een semi-vochtig tropisch klimaat met een droge tijd van november/december tot april.

## Geschiedenis

### De koloniale tijd
Tegucigalpa werd op 29 september 1578 gesticht onder de naam Real Villa de San Miguel de Tegucigalpa de Heredia, op de plek waar een Lenca-nederzetting bestond die de naam Teguz-galpa droeg. Doordat de heuvels in de regio rijk waren aan goud en zilver wordt vaak verondersteld dat de naam Teguz-galpa "Zilveren Heuvels" betekende. Maar zeer waarschijnlijk is dat niet, omdat de Lenca zich niet bezighielden met het delven van zilver en goud. Er bestaan ook alternatieve verklaringen voor de naam van de stad. Alberto Membreño (1859-1921), taalkundige en politicus, schreef in zijn werk Nombres Geograficos de la Republica de Honduras (Geografische Namen van de Republiek Honduras) dat de naam waarschijnlijk In woningen van scherp-gepunte rotsen betekent. Anderen menen dat de naam In het heuvelachtige gebied van de eerbiedwaardige ouderen betekent, of In woningen van gele aarde. Deze verklaringen hebben gemeen dat ze ervan uitgaan dat Teguz-galpa verwijst naar een verblijf ergens in.
Het gebied werd een centrum van goud- en zilvermijnbouw, waarbij de Spaanse veroveraars de lokale bevolking in de mijnen tewerk stelde. Meer dan een industriestadje was Tegucigalpa in de koloniale tijd nog niet. De hoofdstad van het gebied lag toen aan de kust, in de vorm van Trujillo.
In de 18e eeuw werden de mijnen gesloten na overstromingen en een verlieslijdende productie. De stad verdiende toen geld uit transportbewegingen van de Pacifische kust naar de Caribische kust, die via Tegucigalpa verliepen.
Aan het begin van de 19e eeuw was Tegucigalpa groot genoeg om te kunnen spreken van een stad. Op 11 december 1821 kreeg de stad die titel officieel. In de 19e eeuw vestigden zich Chinezen en Arabieren in Tegucigalpa, die daar handel dreven. Na vijftig jaar stopte de immigratie van Arabieren, maar die van Chinezen bleef tot op heden doorgaan. Beide bevolkingsgroepen worden tegenwoordig nog teruggevonden in Tegucigalpa.

### Na de onafhankelijkheid
Pas na de onafhankelijkheid in 1838 ging Tegucigalpa een rol spelen in het bestuur van Honduras. Het bestuurlijke centrum werd afwisselend in Tegucigalpa en Comayagua geplaatst. Comayagua werd door conservatieve politici geprefereerd, terwijl liberalen de voorkeur gaven aan Tegucigalpa. In 1880 werd het bestuurlijke centrum voorgoed in Tegucigalpa gevestigd. De toenmalige regering gaf geen heldere verklaring voor het afschaffen van de afwisseling van hoofdsteden, waardoor men vermoedde dat dit gebeurde dit omdat president Marco Aurelio Soto een belang had in de Rosario Mining Company die was gevestigd in het dorpje San Juancito, ongeveer 40 kilometer buiten Tegucigalpa. Soto zou dichter bij zijn persoonlijke belangen gehuisvest willen zijn en verplaatste daarom de hoofdstad definitief naar Tegucigalpa.
Aan het einde van de 19e eeuw werd Honduras ontdekt door de bananenindustrie, en grote Amerikaanse exporteurs vestigden zich aan de Caraïbische kust van het land. Deze bedrijven investeerden in de infrastructuur van het kustgebied. Manuel Bonilla, die van 1902 tot 1907 president was, maakte van de gelegenheid gebruik om met Amerikaans geld een weg te laten aanleggen die Tegucigalpa verbond met de Caraïbische kust. De stad moderniseerde toen snel. Zo kreeg de stad in augustus 1874 straatverlichting bestaande uit gaslampen in het centrum van de stad.
Sinds de tweede helft van de 20e eeuw groeide de stad als gevolg van urbanisatie in korte tijd enorm, waarbij gebrek aan planning resulteerde in de chaotische stad die Tegucigalpa tegenwoordig is. De meeste gebieden aan de stadsrand worden bewoond door boeren die van het platteland naar de stad trokken en daar waar maar mogelijk was sloppenwijken optrokken.

#### Comayagüela
Oorspronkelijk lag de rivier de Choluteca aan de rand van Tegucigalpa. Aan de overzijde lag een andere stad: Comayagüela (ofwel: Klein Comayagua). Beide steden groeiden naar elkaar toe, totdat ze elk de oever van de rivier bereikten. De steden hadden weinig gemeen. Waar Tegucigalpa zich ontwikkelde tot een welvarende stad voor de gegoede burgerij, was Comayagüela een arme stad waar veel mensen van Indiaanse afkomst woonden. Tegucigalpa deed sinds de jaren vijftig van de 19e eeuw veel moeite om de stad schoon en veilig te houden. Het reguleren van straatverkoop was een belangrijk aandachtspunt van het stadsbestuur. De in Latijns-Amerika gebruikelijke straatverkoop en warenmarkten werden grotendeels verboden. Het bestuur van Comayagüela profileerde zich echter als "stad voor de onderklasse", en bood de uit Tegucigalpa verdreven straatverkopers een mogelijkheid om hun koopwaar aan te bieden. In 1888 besloot Comayagüela tot de feestelijke opening van de overdekte markt El Progreso (De Vooruitgang). Tegucigalpa keek argwanend toe en vreesde dat de verkoop in de overdekte markt zich al snel zou uitbreiden naar de straat, en zich zelfs tot in Tegucigalpa zou uitspreiden. Tegucigalpa zorgde ervoor dat de marktverkopers, die inderdaad al snel zo talrijk waren dat het overdekte marktgebouw te klein werd, de bruggen over de rivier niet overstaken met hun koopwaar.
In 1938 ging Comayagüela officieel deel uitmaken van Tegucigalpa, dat dus eigenlijk een dubbelstad is met twee stadscentra en met twee karakters. In het centrum van Tegucigalpa is de barokke koloniale bouwstijl tamelijk goed bewaard gebleven, terwijl Comayagüela nog steeds een stad voor de onderklasse is. Het centrum van Comayagüela wordt vrijwel geheel in beslag genomen door de warenmarkt, die eindigt op de bruggen over de rivier. In de tweede helft van de 20e eeuw werd het marktgebouw El Progreso vervangen door een nieuw en groter gebouw (San Isidro), dat net als zijn voorganger al snel te klein werd.
In het dagelijks taalgebruik maken hoofdstedelingen nog steeds onderscheid tussen Tegucigalpa en Comayagüela. Buiten de hoofdstad speelt het onderscheid geen rol van betekenis.

## Klimaat
Tegucigalpa heeft een Tropisch savanneklimaat (Aw). Er zijn grofweg twee seizoenen aan te wijzen in Tegucigalpa, een regenseizoen en een droog seizoen. Het regenseizoen loopt van mei tot oktober, en het droge seizoen van november tot april. Het regenseizoen valt min of meer samen met het orkaanseizoen van de Atlantische Oceaan, dat loopt van 1 juni tot 1 december. In het regenseizoen regent het niet de hele dag, in de namiddag vormen zich regen- en onweersbuien waar veel regen uit valt.
| Maand                               | jan | feb  | mrt  | apr  | mei  | jun | jul  | aug | sep | okt | nov  | dec | Jaar |
| ----------------------------------- | --- | ---- | ---- | ---- | ---- | --- | ---- | --- | --- | --- | ---- | --- | ---- |
| Gemiddeld maximum (°C)              | 27  | 27   | 29   | 30   | 31   | 32  | 30   | 30  | 30  | 29  | 27   | 26  | 29   |
| Gemiddelde temperatuur (°C)         | 19  | 20,9 | 21,1 | 23,5 | 23,5 | 23  | 24,1 | 23  | 23  | 23  | 22,8 | 20  | 22,2 |
| Gemiddeld minimum (°C)              | 13  | 14   | 15   | 15   | 17   | 17  | 17   | 16  | 16  | 16  | 15   | 14  | 15,4 |
| Bron: , geraadpleegd op 17 May 2022 |     |      |      |      |      |     |      |     |     |     |      |     |      |

#### De orkaan Mitch
Op 30 oktober 1998 leed de stad grote schade als gevolg van de orkaan Mitch. Vooral het stadsdeel Comayagüela werd zwaar getroffen, alsook de vele sloppenwijken rond de stad die de hellingen af spoelden. Daardoor, en door het instorten van bruggen, raakte de loop van de Choluteca-rivier geblokkeerd, waardoor die een andere uitweg zocht. Een groot deel van het oude stadscentrum, dat in een kom ligt en omgeven wordt door bergen, raakte overstroomd door de regen en door de buiten haar oevers tredende rivier. Een derde van de gebouwen in de stad werd verwoest of beschadigd. Veel mensen, met name bewoners van het centrum en van de sloppenwijken aan de stadsranden, raakten dakloos.
Doordat wegen en bruggen waren verwoest was het haast onmogelijk om zich in de stad te verplaatsen. Na de orkaan duurde het drie maanden voordat het openbare leven weer op gang kon komen. Veel herstelwerkzaamheden konden alleen worden uitgevoerd met hulp van buitenlandse financiële steun. Een aantal bruggen zal op korte termijn opnieuw moeten worden gerestaureerd, doordat de herstelwerkzaamheden niet altijd de vereiste kwaliteit opleverden. De schade aan het rioleringssysteem is nog niet geheel hersteld. Daar waar riolering geheel was weggeslagen zijn nieuwe buizen aangelegd. Door modder ondergelopen buizen werden zo veel mogelijk leeggespoeld, maar er bleven toch verstoppingen bestaan. Daardoor heeft de stad al bij geringe regenval te lijden van overstromingen.

#### Jeugdbendes
In Honduras zijn in de eerste plaats San Pedro Sula maar ook Tegucigalpa berucht geworden vanwege jeugdbendes, die in de jaren tachtig van de 20e eeuw werden opgericht door (veelal illegale) Midden-Amerikaanse migranten in de Verenigde Staten, met name in Los Angeles. Doordat zij werden uitgezet naar hun eigen land of daar vrijwillig weer naar teruggingen, werden de bendes ook naar deze landen verplaatst. Lange tijd leidden ze daar een bestaan in de marge, totdat de orkaan Mitch leidde tot een toename van de armoede en werkloosheid. Als gevolg daarvan groeide de belangstelling van de jeugd voor de jeugdbendes (ofwel Mara's), die daardoor uitgroeiden tot een serieus probleem in de regio. De vele straatkinderen in Tegucigalpa hebben vaak geen andere keus dan zich aan te sluiten bij een Mara (die de minimumleeftijd voor toetreding hebben gesteld op 8 jaar), teneinde zich door hun Mara te laten beschermen tegen leden van andere Mara's.
De activiteiten van de Mara’s zijn divers. Individuele leden houden zich bezig met criminaliteit zoals handel in drugs, diefstal en mensensmokkel. Onderling bestrijden de bendes elkaar met geweld.
Vanwege de moorddadige onderlinge afrekeningen en de slachtoffers onder burgers die daardoor vielen, besloot de regering van Honduras hard tegen de Mara’s op te treden. De politie in Tegucigalpa bestrijdt de bendes met harde hand, hetgeen soms leidt tot een straatoorlog. Het kan voorkomen dat burgers in de ochtend de lichamen van gedode bendeleden zien liggen, waarbij het niet altijd duidelijk is of zij door een rivaliserende bende dan wel door politie zijn omgebracht.

## Demografie
| Jaar | Inwoners  | Groei   |
| ---- | --------- | ------- |
| 1791 | 5.431     | —       |
| 1801 | 6.547     | +20,5%  |
| 1881 | 17.309    | +164,4% |
| 1887 | 17.647    | +2,0%   |
| 1895 | 17.300    | −2,0%   |
| 1901 | 24.000    | +38,7%  |
| 1961 | 164.941   | +587,3% |
| 1974 | 302.483   | +83,4%  |
| 1988 | 595.931   | +97,0%  |
| 2001 | 850.445   | +42,7%  |
| 2004 | 874.515   | +2,8%   |
| 2006 | 920.366   | +5,2%   |
| 2010 | 1.126.534 | +22,4%  |
| 2011 | 1.187.363 |         |

Tegucigalpa is een metropool met meer dan een miljoen inwoners. De groei naar deze omvang heeft in een korte periode plaatsgevonden. In 1940 telde de stad nog maar 47.200 inwoners. Met name gedurende de jaren vijftig van de 20e eeuw nam de bevolkingsomvang in recordtempo toe, namelijk met 75% in een periode van tien jaar. Gedurende de rest van de 20e eeuw nam de bevolkingsomvang met nog eens 80% toe.
De bevolkingsgroei werd veroorzaakt door een migratiestroom naar de stad van plattelandsbewoners die op zoek waren naar werk en daardoor hun economische positie wilden verbeteren. Van deze migranten was de meerderheid tussen de 15 en 44 jaar oud, en vrouwen waren in de meerderheid. De meesten van deze vrouwen kwamen zonder noemenswaardige opleiding naar de stad. Daardoor werd het vraagstuk van onderwijs aan volwassen vrouwen in de tweede helft van de 20e eeuw een belangrijk aandachtspunt voor het stadsbestuur. Een ander probleem was de huisvesting van de nieuwe stadsbewoners. Velen vestigden zich in zelfgebouwde huizen aan de randen van de stad. Lang niet alle migranten wisten zich daar echter een plek te veroveren, en met de toename van de bevolkingsomvang nam ook het aantal daklozen in de stad toe. Onder hen bevinden zich veel kinderen, die hun inkomen verdienen in het centrum van de stad en te ver weg wonen om elke avond weer naar huis te gaan. Verschillende NGO's richten zich met name op het lot van deze straatkinderen. Lange tijd waren dat vooral buitenlandse initiatieven, uit Europa en de Verenigde Staten. Een van de eerste projecten op dit gebied was het eerste Hondurese SOS-kinderdorp, dat in 1970 in Tegucigalpa werd geopend. Pas in 1994 vestigde zich een belangrijke Midden-Amerikaanse NGO in de stad, in de vorm van Casa Alianza. Deze NGO, die is gevestigd in het midden van de stad en daardoor goed toegankelijk is voor daklozen en straatkinderen, is tegenwoordig een belangrijke gesprekspartner voor internationale organisaties die zich bezighouden met bestrijding van armoede en criminaliteit.
Het merendeel van de inwoners van Tegucigalpa is Ladino. Zij stammen af van de Spanjaarden. In Honduras wonen bijna geen "pure" Spanjaarden, maar er heeft grootscheepse vermenging plaatsgevonden tussen Spanjaarden en indiaanse bevolkingsgroepen.

## Economie
Tegucigalpa speelt een belangrijke rol in de economie van het land. De industrie van de stad wijkt af van die van andere belangrijke industriële centra in Honduras, doordat hij niet is gebaseerd op de export van bananen. De industrie is met name gebaseerd op de productie van textiel, suiker en tabak. Daarnaast neemt het economische belang van de ICT toe.

### Transport

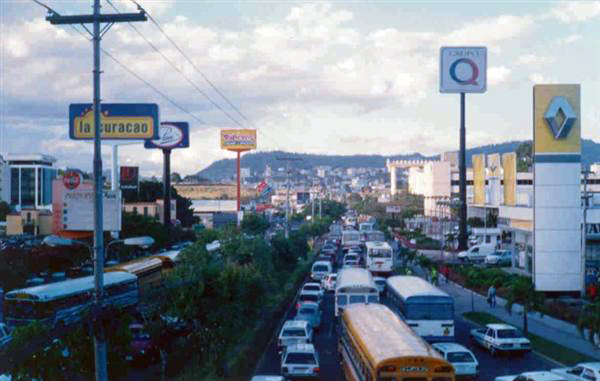
Verkeersopstopping in Tegucigalpa

De snelste manier om zich in de stad te verplaatsen is per auto, over de ringweg die het oostelijke deel van de stad omgeeft.
Voor wie geen auto heeft is de bus het meest gebruikte alternatief. Bussen rijden op vaste routes, waar ze op onbepaalde tijden reizigers oppikken op vastgelegde bushaltes die echter niet met een haltebordje of ander merkteken zijn aangegeven. Chauffeurs hebben hun bus in eigen bezit (meestal een naar eigen inzicht verfraaide oude Amerikaanse schoolbus), en ze moeten in bezit zijn van een vergunning voor de route die ze rijden. Sommige routes zijn zeer populair onder de chauffeurs, en reizigers op die routes hoeven dan ook zelden op een bus te wachten. Reizigers op minder populaire routes moeten rekenen op een aanzienlijk langere wachttijd. Voor een rit in een bus geldt in de hele stad een vaste prijs, ongeacht de lengte van de rit. Wie overstapt op een andere bus moet opnieuw betalen. Buschauffeurs hebben meestal een jongetje in dienst dat het ritgeld ophaalt. Andere jongetjes en meisjes betreden aan de haltes de bus om hun koopwaar (meestal zakjes fruit en koek) aan te bieden.
Voor de sloppenwijken worden vaak lichtere auto’s ingezet dan de zware schoolbussen. Daar doen omgebouwde pick-up busjes dienst als autobus.
Op de slechtst toegankelijke sloppenwijken na wordt de hele stad bestreken door taxi’s. Naast de vrije taxi’s bestaan er ook taxi colectivos: gedeelde taxi’s die op een vaste route rijden en vertrekken als de auto vol is. De meeste chauffeurs zijn het er over eens dat er geen passagiers meer bij passen als er twee passagiers op de stoel naast de bestuurder zitten en vier op de achterbank. De ritprijs is in de hele stad hetzelfde. Taxi colectivos kennen geen haltes, maar kunnen overal langs de route worden aangehouden als er nog een plekje vrij is.
Alle routes van het openbaar vervoer lopen door het stadscentrum. Het centrum ontvangt daardoor meer verkeer dan eigenlijk mogelijk is, en de routes zijn daardoor niet altijd de meest logische.
Tegucigalpa heeft geen tram of metro, en evenmin een treinverbinding met andere delen van het land. De stad is daarmee een van de weinige hoofdsteden in de wereld zonder spoorweg. Personentransport van en naar de stad vindt plaats over de weg of door de lucht.

### Het vliegveld Toncontín

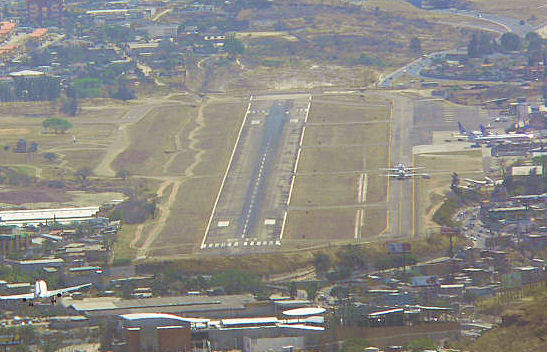
Startbaan van de luchthaven Toncontín

De internationale luchthaven Toncontín is het belangrijkste vliegveld van Honduras. De herkomst van de naam Toncontín, die Spaanstaligen als van Chinese herkomst in de oren klinkt, is niet bekend. Het vliegveld staat bekend als het op een na gevaarlijkste ter wereld, als gevolg van de bergen die de landingsbaan omgeven. Omdat er inderdaad gevaarlijke situaties zijn voorgekomen, is overwogen om de internationale vluchten te verplaatsen naar het vliegveld dat het Amerikaanse leger in Comayagua opereert. Uiteindelijk is dat plan niet gerealiseerd en is ervoor gekozen verbeteringen aan te brengen op Toncontín.
Het vliegveld beschikt over één landingsbaan van 2.020 meter lengte, op 1033 meter boven zeeniveau. Alle verbeteringen voor de veiligheid ten spijt is men er nog niet in geslaagd om het vliegveld ook voor de omwonenden geheel veilig te maken. Een drukke verkeersweg liep tot 2004 zo dicht langs de landingsbaan dat het verkeer met stoplichten moet worden tegengehouden als er een vliegtuig in aantocht is.

### Toerisme

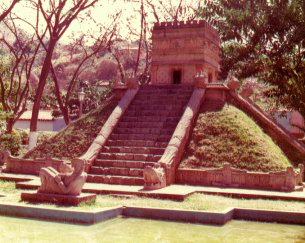
Een replica van een precolumbiaanse tempel in Parque La Concordia

Tegucigalpa is geen populaire toeristische attractie. De stad wordt vooral bezocht door toeristen op doorreis, die de stad aandoen omdat er voor hun reis geen alternatief is of omdat hun reis ze er bij toeval in de buurt brengt. Het oude stadscentrum kan weliswaar bogen op een nog steeds goede staat van de Spaanse koloniale architectuur, maar heeft ook te lijden van verkeersdrukte in smalle straten en is erg vervuild. De activiteiten van de Mara's hebben bovendien als gevolg dat het niet overal in de stad even veilig is. Door dat alles voelen toeristen zich minder tot de stad aangetrokken.
Plaatsen die door toeristen worden bezocht zijn de Sint-Michaëlslkathedraal in het stadscentrum, en een aantal kleine parken. Een favoriet park is Parque la Leona, dat in de 19e eeuw werd aangelegd. Toeristen, maar ook de inwoners van de stad zelf, komen hier regelmatig de rust opzoeken. Parque La Concordia is populair vanwege de vele replica's van Maya-ruïnes (met name van Copán en van de Chichén Itzá in het noorden van Yucatán) die in dit park bewonderd kunnen worden. Op een heuvel even buiten de stad bevindt zich El Picacho, van waaruit men het uitzicht over de stad kan bewonderen.

## Onderwijs
Tot ver in de jaren vijftig van de 20e eeuw was onderwijs in Honduras een zaak van particuliere instituten, waar de overheid geen bemoeienis mee had. Een systeem van openbaar onderwijs werd pas in 1957 ingesteld. Tegucigalpa kent daardoor naast het openbare onderwijs een divers samenstelsel van particuliere onderwijsinstellingen. Welgestelde inwoners van de stad kiezen er meestal voor om hun kinderen naar privé-instellingen te sturen, uit onvrede met de kwaliteit van het openbare onderwijs. Maar ook de kwaliteit van het privé-onderwijs laat vaak te wensen over. Dit wordt veroorzaakt door een gebrek aan opleidingsmogelijkheden voor docenten. In het openbare onderwijs is de salariëring van leraren een probleem. Uit geldgebrek kan de stad de leraren soms verschillende maanden na elkaar niet uitbetalen. Daardoor kiezen docenten waar mogelijk voor een baan in het particuliere onderwijs. Door een gebrek aan leraren zijn de klassen in zowel het particuliere als het openbare onderwijs erg groot, en gaan kinderen meestal maar een halve dag naar school: in de ochtend krijgen andere kinderen les dan in de middag. De stad beschikt over ruim 550 lagere scholen en bijna 180 scholen voor voortgezet onderwijs.
In 1847 werd de Universidad Nacional Autónoma de Honduras (Nationale Autonome Universiteit van Honduras) opgericht, onder de naam La Sociedad del Genio Emprendedor y del Buen Gusto (De Vereniging van Ondernemende Aard en van Goede Smaak). De eerste rector magnificus was de priester José Trinidad Reyes. Tegenwoordig heeft deze universiteit ook afdelingen in San Pedro Sula en in La Ceiba. Het totaal aantal studenten ligt rond de 30.000.

De stad heeft twee privé-universiteiten, te weten de in 1978 opgerichte Universidad José Cecilio del Valle en de in 1984 opgerichte Universidad Tecnológica Centroamericana. Deze universiteiten worden over het algemeen nog niet als serieuze alternatieven voor de Nationale Autonome Universiteit van Honduras gezien.
Honduras beschikt vrijwel niet over onderwijsmogelijkheden voor gehandicapte leerlingen. Hoewel zeer marginaal zijn die mogelijkheden in Tegucigalpa het grootst.

## Religie
Zoals gebruikelijk in Honduras is in Tegucigalpa het grootste deel van de bevolking rooms-katholiek. Sinds de jaren 80 van de 20e eeuw groeit de populariteit van andere christelijke kerken, zoals die van de methodisten en de zevendedagsadventisten. Deze kerken houden zich meer dan de katholieke kerk bezig met sociale projecten in de stad.
De stad kent een kleine Joodse gemeenschap van enige tientallen families. Deze gemeenschap onderhoudt één synagoge. Tegucigalpa heeft geen moskee.

### De Basiliek van Suyapa

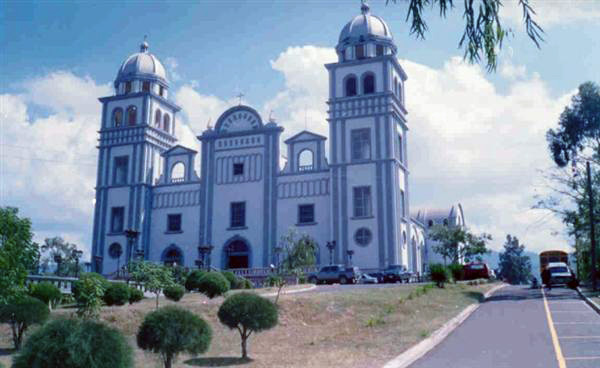
Basiliek van Suyapa

In 1954 werd in de wijk Suyapa, een van de armste en meest verpauperde wijken van de stad, begonnen met de bouw van een enorme basiliek in koloniale stijl (de Basílica de Suyapa, ofwel Basiliek van Suyapa), die de grootste kathedraal in Centraal-Amerika moest worden. Deze basiliek werd gebouwd ter ere van Onze-Lieve-Vrouw van Suyapa, de beschermheilige van Honduras. Het beeldje dat haar verbeeldde stond tot dan toe in een kleine kapel, maar werd overgebracht naar de basiliek. Tegenwoordig staat het meestal in een kleine kerk achter de basiliek, en wordt het wordt naar de basiliek gebracht als op 3 februari duizenden pelgrims uit het land Onze-Lieve-Vrouw van Suyapa komen vereren. De basiliek moest zo groot worden dat de bouw nog steeds niet is afgerond. In 1983 werd Honduras bezocht door Paus Johannes Paulus II. De bouw van de basiliek werd toen weer voortvarend ter hand genomen, zodat er tamelijk comfortabel een mis in kon worden geleid. Het gemis aan vensters werd niet als een groot probleem ervaren.
Op 2 september 1986 werd het beeldje van Onze-Lieve-Vrouw van Suyapa gestolen, en op dezelfde dag in kranten gewikkeld teruggevonden op de toiletten van het populaire restaurant Don Pepe in het centrum van de stad.

### San Miguel Arcángel
De beschermheilige van Tegucigalpa is San Miguel Arcángel ofwel de aartsengel Michaël. De feestdag van deze aartsengel is op 29 september, de dag waarop de stad werd gesticht. De 29e september is dan ook een lokale feestdag in de stad. Deze dag werd lange tijd veel minder uitbundig gevierd dan de nationale onafhankelijkheidsdag op 15 september, of de verering van Suyapa op 3 februari. Maar sinds de orkaan Mitch huishield in de stad (waarbij een van de wijken die van de hellingen werden geveegd de wijk San Miguel Arcángel was) wordt 29 september met meer enthousiasme gevierd.
De grote kathedraal in het stadscentrum, die werd gebouwd tussen 1765 en 1782, is gewijd aan aartsengel Michaël.

## Milieu
In de omgeving van Tegucigalpa heeft in de 20e eeuw veel ontbossing plaatsgevonden. Het gevolg is dat de stad steeds vaker met grote perioden van droogte te maken heeft, en dat de gemiddelde temperatuur steeg. De stad heeft weinig grondwater, dat bovendien sterk vervuild is. In de jaren tachtig had de stad te kampen met een ernstig tekort aan drinkwater. Tussen 1987 en 1996 beheerde Unicef daarom een project dat duizenden inwoners toegang gaf tot drinkwater. Ook werd door de Hondurese overheid het Nationaal Park La Tigra ingesteld (gelegen op ongeveer 40 kilometer afstand van de stad), met de bedoeling de ontbossing te stoppen en het waterpeil te beschermen.

## Cultuur
In het Teatro Manuel Bonilla wordt met enige regelmaat klassieke muziek uitgevoerd. Het Orquesta Sinfónica Nacional de Honduras (Nationaal Symfonie Orkest van Honduras) heeft hier haar thuisbasis. Dit symfonieorkest werd in 1989 opgericht, door de Nationale Autonome Universiteit in samenwerking met het Ministerie van Cultuur en Toerisme. Het eerste jaar opereerde het orkest nog onder de naam Orquesta Sinfónica de Tegucigalpa (Symfonie Orkest van Tegucigalpa). Japan, dat veel hulp biedt aan Honduras, stond garant voor de aanschaf van de muziekinstrumenten. Ook de muziekschool van de stad kon toen instrumenten aanschaffen. Bijgevolg spelen veel professionele en amateurmusici in Tegucigalpa op Yamaha-instrumenten.
In Tegucigalpa vindt men vestigingen van het Duitse Goethe-Instituut, de Franse Alliance Française en het Spaanse Instituto Cervantes.

## Sport

### Voetbal
Zoals in veel landen in Latijns-Amerika is ook in Honduras voetbal een populaire sport. Veel wijken beschikken over een voetbalveld, in de rijkere buurten is dat een goed onderhouden veld en in de armere buurten een open plek. Het stadion staat op een prominente plaats in het centrum van de stad, waar het bij belangrijke voetbalwedstrijden goed is voor ingewikkelde verkeersopstoppingen.
Een belangrijk voetbalteam in Tegucigalpa is de Club Olimpia Deportivo, of ook wel kortweg Olimpia. De club werd opgericht in 1912, onder de naam Olimpia Nacional. Het was toen een honkbalteam. Pas later, in 1924, ging de club ook voetbal spelen. Vier jaar later, in 1928, won de club het eerste nationale kampioenschap. In die periode ontstond er een rivaliteit tussen de Olimpia en de Club Marathon uit San Pedro Sula, die nog steeds bestaat. De Club Olimpia Deportivo was het eerste voetbalteam in Honduras met een officiële fanclub: de Ultra Fiel (Ultra Trouwen). Deze fanclub, die in 1987 werd opgericht, wordt ironisch genoeg bestuurd door leden uit San Pedro Sula.
In 1928 werd een tweede voetbalteam opgericht, te weten de Club Deportivo Motagua of kortweg Motagua. Dit team werd opgericht uit de resten van vier andere teams die noodlijdend waren en uit elkaar dreigden te vallen.
Een derde voetbalteam is het team van de Nationale Autonome Universiteit genaamd Broncos-UNAH. Deze club heeft te kampen met grote financiële problemen.
De drie teams spelen in het Tiburcio Carias Andino stadion, in het centrum van de stad.

### Golf
Onder de hogere klassen is golf een populaire sport. De stad heeft twee golfbanen met elk negen holes. De oudste baan is die van de Tegucigalpa Country Club, gelegen aan de rand van de stad. Beide banen zijn gelegen in zeer rustige stadsdelen, en zijn omgeven door heuvels en bossen.

## Stedenbanden
- Belo Horizonte (Brazilië)
- Guadalajara (Mexico)
- Madrid (Spanje)
- New Orleans (Verenigde Staten)
- Taipei (Taiwan)

## Bekende inwoners van Tegucigalpa

### Geboren
- Juan Lindo (1790-1857), president van El Salvador en van Honduras (1847-1852)
- Francisco Morazán Quesada (1792-1842), president van de Verenigde Staten van Centraal-Amerika
- José Trinidad Cabañas (1805-1871), president van Honduras (1852-1855)
- Policarpo Bonilla (1858-1926), president van Honduras (1894-1899)
- José Santos Guardiol (1818-1862), president van Honduras (1856-1862) en enige president van Honduras die ooit door zijn eigen lijfwacht werd vermoord
- Tiburcio Carías Andino (1876-1969), president van Honduras (1933-1949) en oprichter van de Nationale Partij van Honduras
- Augusto Constancio Coello Estévez (1883), dichter en schrijver van de tekst van het volkslied van Honduras
- Julio Lozano Díaz (1885-1957), president van Honduras (1954-1956)
- Augusto Monterroso (1921), schrijver
- Óscar Acosta (1933), schrijver, politicus en diplomaat
- Óscar Andrés Rodríguez Maradiaga (1942), kardinaal
- Rafael Leonardo Callejas Romero (1943), president van Honduras (1990-1994)
- Carlos Roberto Flores Facussé (1950), president van Honduras (1998-2002)
- Daniel Zacapa (1951), acteur
- Xiomara Castro (1959), president van Honduras (2022-heden)
- Emilio Izaguirre (1986), voetballer